# 龍神甚太夫
龍神 甚太夫（りゅうじん じんだゆう）／龍神 頼房（りゅうじん よりふさ）は、江戸時代中期の広島藩士。知行高は200石。通称は甚太夫、治右衛門。諱は頼房。苗字は「竜神」とも表記する。

## 出自
源頼政の次男・頼兼の子である頼茂が承久元年（1219年）に後鳥羽上皇の命を受けた在京武士の襲撃を受け自害すると、頼茂の子・頼氏が京を離れて紀伊国日高郡殿垣内の龍神谷に居住したことから「龍神」の苗字を名乗ったとされる。
室町時代の龍神正長（和泉守）が畠山満家に属して日高郡の殿垣内付近を領有し、応永31年（1424年）には龍蔵寺を建立して龍神氏の菩提寺とした。
元和年間に甚太夫の曽祖父・龍神頼春（佐次右衛門）が紀州藩主・浅野長晟に仕えて元和5年（1619年）の広島転封にも従い、寛永12年（1635年）には宮島奉行を務めている。以後、龍神氏は広島藩士として存続し、甚太夫の祖父・龍神頼盛（治部右衛門）が寛永19年（1642年）に知行300石を与えられ、万治3年（1660年）5月に頼盛の後を継いだ甚太夫の父・龍神頼治（四郎兵衛）に知行200石が与えられている。

## 生涯
広島藩士・龍神頼治（四郎兵衛）の子として生まれる。
元禄11年（1698年）に父・頼治の後を継いで200石の知行を与えられ、元禄15年（1702年）から御調郡と甲奴郡の代官となった。
宝永2年（1705年）、庶民の間で流行していた抜参宮について、田植えに支障をきたすものとして戒めている。
享保3年（1718年）に一揆が発生した際には馬廻役で、様子の見届けのために世羅郡と三谿郡に派遣された。同年6月には両郡の代官に任命され、同年12月に郡廻に昇進した。
享保18年（1733年）の凶作に対する郡村の立て直しの際には、郡廻上席として免の引き下げを指揮した。また、甚太夫は広島藩の財政についても明るく、元文2年（1737年）には蔵奉行も務めている。
没年は不詳。子の頼寛（甚太夫）が後を継いだ。